# Waaf (île)
L'île Waaf est une île habitée située dans le district de West Misool, dans le Kabupaten de Raja Ampat, dans la province de Papouasie du Sud-Ouest.

## Localisation
L'île Waaf se trouve dans les eaux au sud de l'île Misool et s'étend d'ouest en est.

## Description et activité
La topographie de l'île Waaf est étirée avec une forêt dense et un littoral de sable et de calcaire.
Il existe un poste de surveillance communautaire à Waaf pour soutenir les patrouilles dans la zone de conservation des eaux de la région ouest-sud de Misool,. Ce poste surveille les activités des pêcheurs non respectueux de l'environnement, des bateaux de pêche étrangers et des bateaux de croisière. Le poste participe à la protection du parc de Raja Ampat et contrôle l'accès des navires de croisière. Un droit d'accès est nécessaire pour s'y rendre. Les bateaux de pêche venant de l’extérieur sans autorisation sont aussi interdits d'accès.

## Archipel
À la pointe sud-ouest de l'île Waaf se trouvent de petites îles, à savoir l'île Waaf Lu et l'île Waaf Atsa.
Un autre groupe d'îles est l'île Waaf Wal, séparée par un étroit détroit à l'ouest. Cette île a une côte sud sinueuse de 2,2 km qui forme de petits détroits entourés de petites îles. Au sud de cette île se trouvent les îles Waaf Fit et Waaf Wonom. À la pointe sud-ouest se trouve l'île habitée de Waaf Tol. Dans la partie ouest de l'île Waaf Wal se trouvent également les îles Lenmakana Ganan et Lenmakana.
À 750 m dans les eaux au nord de l'île Waaf Wal se trouvent les îles Waaf Lim et Waaf Fat qui sont alignées d'ouest en est et jouxtent l'île Hiriuli à l'ouest de Waaf Lim. Au nord de l'île Hiriuli se trouve l'île Hiriuli Ganan qui est recouverte d'une végétation dense et accompagnée d'une île corallienne déchiqueté appelée île Labunlu.